# Rank potentil
Rank potentil (Potentilla recta) er en flerårig, urteagtig plante med en opstigende til opret vækst. Bladene er femfingrede med tandet rand. De lysegule blomster sidder i endestillede stande. Planten er knyttet til varm og tør bund i fuld sol eller let skygge. Den er karakterart i naturtypen Tidvis våd eng.

## Kendetegn
Rank potentil er en flerårig, urteagtig plante med en opstigende til opret vækst. Stænglerne er forgrenede fra grunden, og de er dækket af stive hår og kirtelhår. Bladene sidder spredt, og de er 5-7 fingrede med småblade, der er smalt, omvendt ægformede med groft tandet rand. Begge bladsider er tær hårklædte og lyst grågrønne. Blomstringen foregår i juni-august, hvor man finder blomsterne samlet i endestillede stande. De enkelte blomster er 5-tallige og regelmæssige med lysegule kronblade, der er længere end bægerbladene. Frugterne er små, glatte nødder.
Rodsystemet består af en kort, tyk rodstok, der bærer trævlede rødder.
Planten når en højde på ca. 0,50 m og næsten samme bredde.

## Udbredelse
Rank potentil er naturligt udbredt i Nordafrika, Mellemøsten, Kaukasus, Centralasien, Sibirien og Kina. I Europa findes den naturligt i Syd-, Øst og Centraleuropa. I Danmark anses den for at være indslæbt. Arten er knyttet til lysåbne voksesteder med en veldrænet jord, som er rig på kalk, men fattig på kvælstof.
Pouzdřany steppen og Kolby skovområdet ligger i det nationale naturreservat Pouzdřanská step-Kolby. Reservatet ligger i det sydlige Mähren ovenfor landsbyen Pouzdřany og ca. 25 km syd for Brno. Her findes et af de bedst bevarede skovsteppeområder i Tjekkiet, og her vokser arten sammen med bl.a. aksrapunsel, almindelig fjergræs, almindelig merian, svalerod, bakkejordbær, bjergkløver, bjerglæbeløs, farvevisse, glat lakrids, grenet edderkopurt, gul reseda, gul skabiose, gul snerre, havemalurt, hvid diktam, håret flitteraks, jordstar, knoldet mjødurt, lav iris, lille voksurt, nikkende limurt, pilealant, prikbladet perikon, smalbladet klokke, småblomstret salvie, sommeranemone, sort fladbælg, tysk poppelrose, vild løg, virgilasters, våradonis og ædelkortlæbe

## Galleri
|  |  |  |  |